# Zygmunt Sierakowski
Zygmunt Sierakowski (19 mai 1827 - 27 juin 1863) est un général polonais, militant pour l'indépendance de la Pologne, commandant de l'insurrection en janvier.